# Геф
Геф (ивр. גת‎, Гат — винодавильня) — древний филистимский город, один из городов Филистимского Пятиградья, упоминаемых в Библии (Нав. 13:3, 1Цар. 6:17).

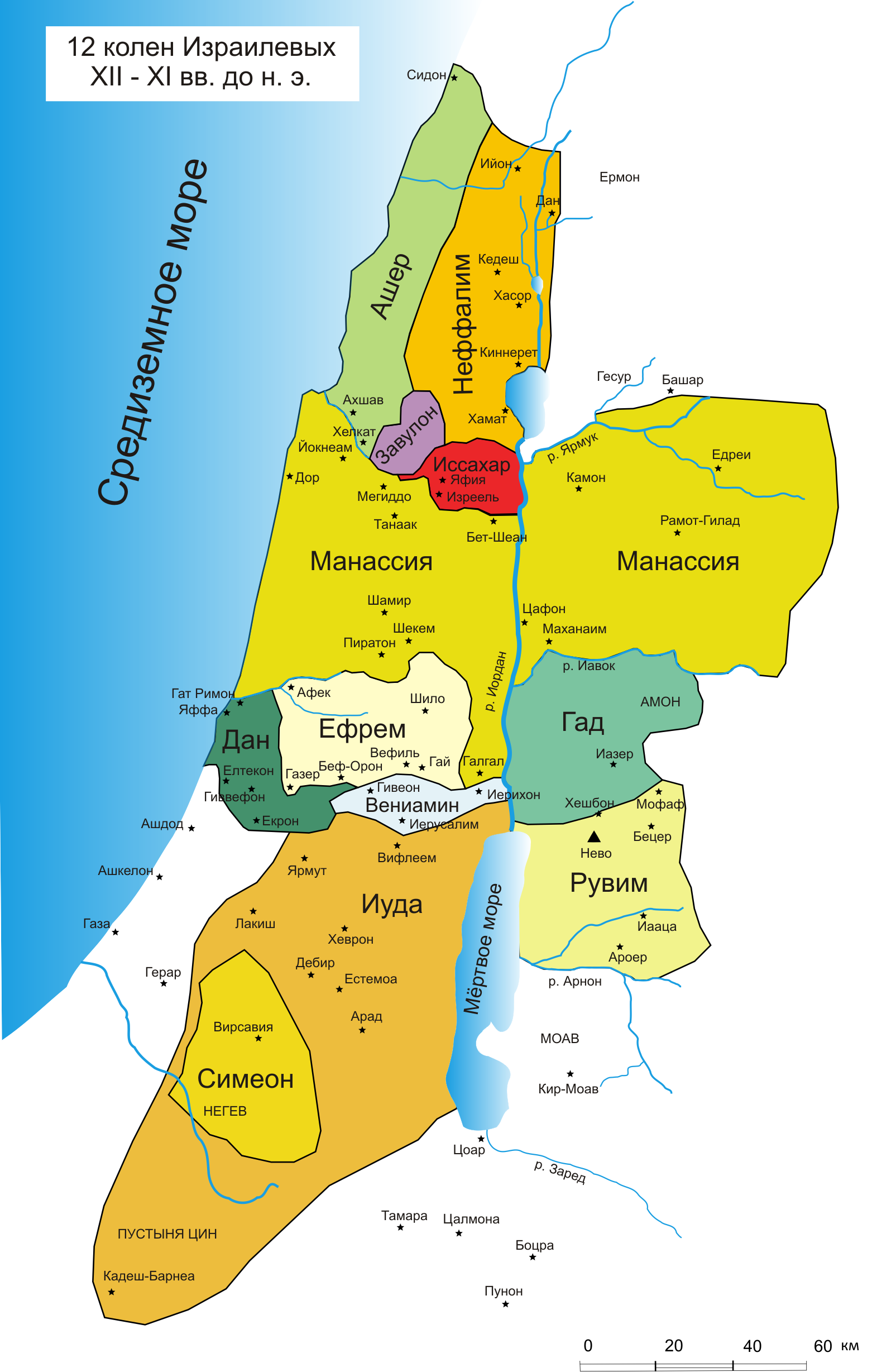
Геф на востоке филистимских владений

Библейская Книга Царств рассказывает, что в Геф из Азота был перенесен Ковчег Завета и отсюда в Аскалон, вследствие наростов и язв, появившихся на людях, охранявших Ковчег (1Цар. 5:8). В Гефе была родина Голиафа (1Цар. 17:4, 1Цар. 17:23); в нем также пребывал временно Давид, укрываясь от Саула  (1Цар. 27:2-3)). Слуги Анхуса, царя Гефского, узнали в лице Давида царя, которому «пели в хороводах и говорили: Саул поразил тысячи, а Давид десятки тысяч». Давид, остерегаясь преследования от Анхуса (1Цар. 21:10), спас себе жизнь тем, что притворился безумным в глазах Гефян и чертил на дверях (кидался на руки свои) и пускал слюну по бороде своей. Впоследствии Геф был захвачен сирийцами (4Цар. 12:17).
Библейский Геф, расположенный на возвышенности (ныне Телль-эс-Сафи), занимал прочную позицию (2Пар. 11:8) на границе филистимлян с коленом Иудиным. Военные действия, по-видимому, рано разрушили Геф, так как он уже не упоминается позднейшими пророками (Соф. 2:4, Зах. 9:5) в числе других царских городов филистимских. Отдельные величественные развалины замка и жилых зданий свидетельствуют о значимости города в древности; но относятся ли они к самой ранней истории Гефа, мы не знаем, так как о них упоминается только во времена Крестовых походов.
При раскопках города был найден пивной кувшин с сохранившимися дрожжами возрастом 3000 лет. В 2023 году эти дрожжи использовали для изготовления крафтового пива.